# Leszek Sosnowski
Leszek Sosnowski (ur. 1948 w Białogardzie) – polski autor, scenograf, dziennikarz, fotograf, założyciel wydawnictwa Biały Kruk. Od 1949 mieszka w Krakowie.

## Życiorys
W 1968 rozpoczął studia z polonistyki na Uniwersytecie Jagiellońskim, jeszcze w ich trakcie został dziennikarzem Gazety Krakowskiej. W 1971 razem z Andrzejem Dobrowolskim założył Dyskusyjny Klub Filmowy „Kinematograf”, który w latach 80. XX wieku został największą tego typu instytucją w Europie, gromadząc ponad 1500 członków. DKF „Kinematograf” działał nieprzerwanie aż do 1988 roku, Sosnowski był prezesem, i organizował między innymi krakowskie „Tygodnie Kultury Chrześcijańskiej”, także podczas stanu wojennego, lub „Filmowe Spotkania z Bogiem”, które były pierwszym festiwalem filmów o tematyce religijnej w bloku wschodnim. Od 1976 przez 12 lat był także dyrektorem krakowskiego kinoteatru „Związkowiec”, w którym m.in. drukował i wydawał książki w podziemiu. Był w bliskich kontaktach z ambasadą amerykańską oraz australijską.
Z powodów politycznych i coraz większych represji ze strony reżimu komunistycznego w 1988 opuścił Polskę i wyjechał do Austrii. Wrócił w 1996 do Krakowa i założył wydawnictwo Biały Kruk, które działa do dziś. Sosnowski jest prezesem i właścicielem owego wydawnictwa.
Za swoją działalność fotograficzną uzyskał 48 krajowych i międzynarodowych nagród. 13 grudnia 2018 r. prezydent Andrzej Duda odznaczył Sosnowskiego Orderem Zasługi Rzeczypospolitej Polski „za wybitne zasługi w rozwijaniu polskiej kultury, za osiągnięcia w działalności wydawniczej, za wspieranie przemian demokratycznych w Polsce.” 23 maja 2019 r. przez Bibliotekę Analiz został wybrany do 30-ki najbardziej wpływowych osobowości polskiego rynku książki po 1989 r.
Ma żonę Jolantę oraz syna Adama.

## Odznaczenia i nagrody
- Feniks (1999, 2004)
- Lider Europy 2005
- Gepard Biznesu (2007)
- Wydawca Dekady 2001–2010
- Medal Pro Patria (2017)
- Nagroda Towarzystwa Patriotycznego „Żeby Polska była Polską” (2018)[4]
- Nagroda „Talent” Duszpasterstwa Przedsiębiorców i Pracodawców (2018)
- Krzyż Kawalerski Orderu Zasługi Rzeczypospolitej Polskiej (2018)[5][2]
- Nagroda Telewizji Republika w kategorii „Kultura” (2019)[6]
- Medal Per Artem ad Deum (2020)[7]
- Medal „Pro Bono Poloniae” (2023)[8]